# Jimmy Morales
James Ernesto Morales Cabrera, mais conhecido como Jimmy Morales (Cidade da Guatemala, 18 de março de 1969) é um político, ator e comediante guatemalteco que atuou como o 50.º presidente da Guatemala entre 2016 e 2020.

## Corrupção
Em setembro de 2017, descobriu-se que ele estava secretamente recebendo um "bônus de risco" de $7.300 das Forças Armadas a cada mês (um aumento salarial irregular de 33%). É também acusado de financiar ilegalmente a sua campanha eleitoral de 2015. No entanto, o Congresso se recusou a levantar sua imunidade nesses dois casos.
Em janeiro de 2019, o governo encerrou a missão da Comissão Internacional contra a Impunidade na Guatemala (CICIG), acusando-a de exceder seu mandato em detrimento da soberania nacional, e expulsou da Guatemala o presidente da comissão. Em particular, a CICIG apelou ao levantamento da imunidade presidencial para investigar suspeitas de financiamento ilegal de eleições durante a campanha de 2015.

## Acusações de abuso sexual
Em 2015, foi apresentada uma queixa contra ele por agressão sexual e ameaças.
Em 2018, o ex-ministro Edgar Gutiérrez apresentou queixas de dois funcionários públicos por agressão sexual. Ele também indica que ele está ciente de outros oito casos de violência sexual cometida pelo presidente. 